# Гастовех

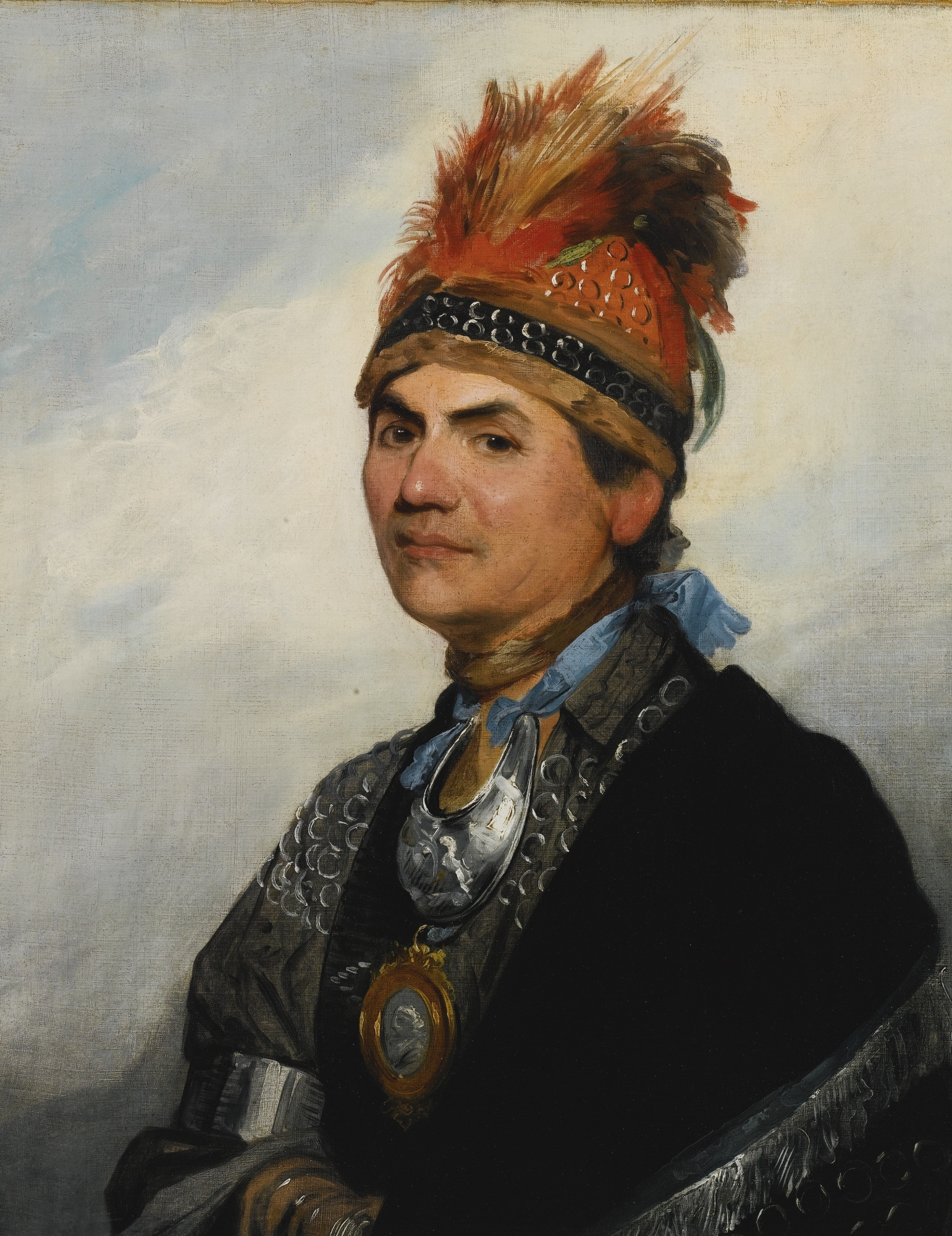
Джозеф Брант, 1786 г. Гилберт Стюарт

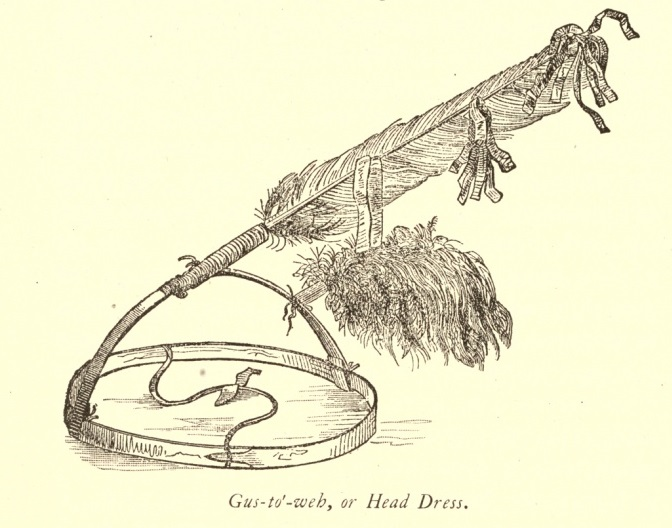
Гастовех сенека

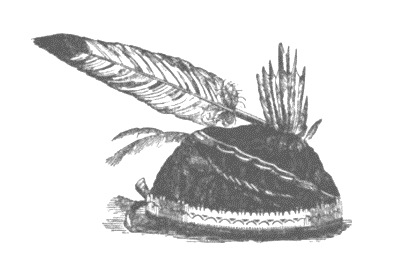
Гастовех сенека

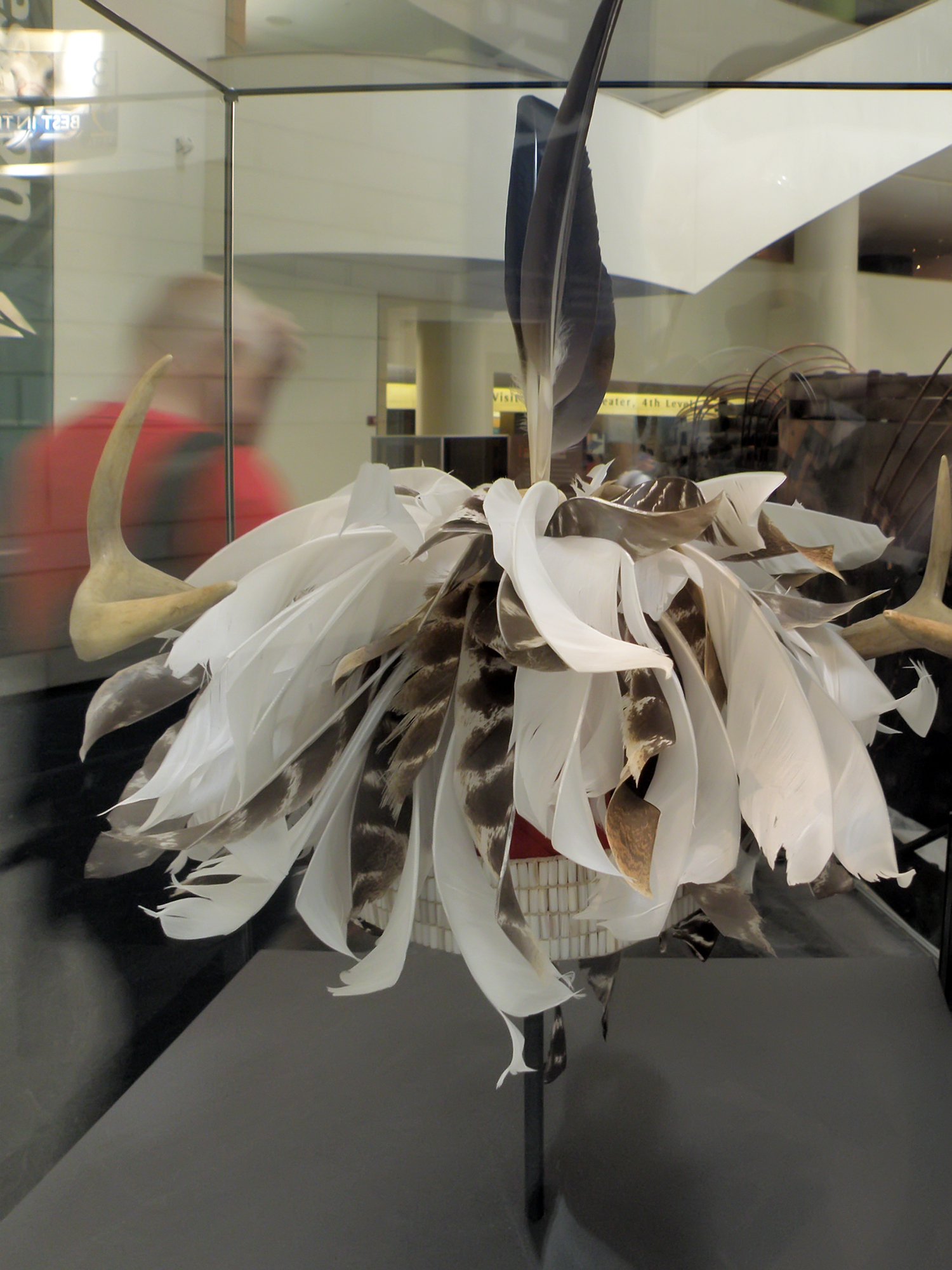
Современный гастовех, украшенный рогами и вампумом

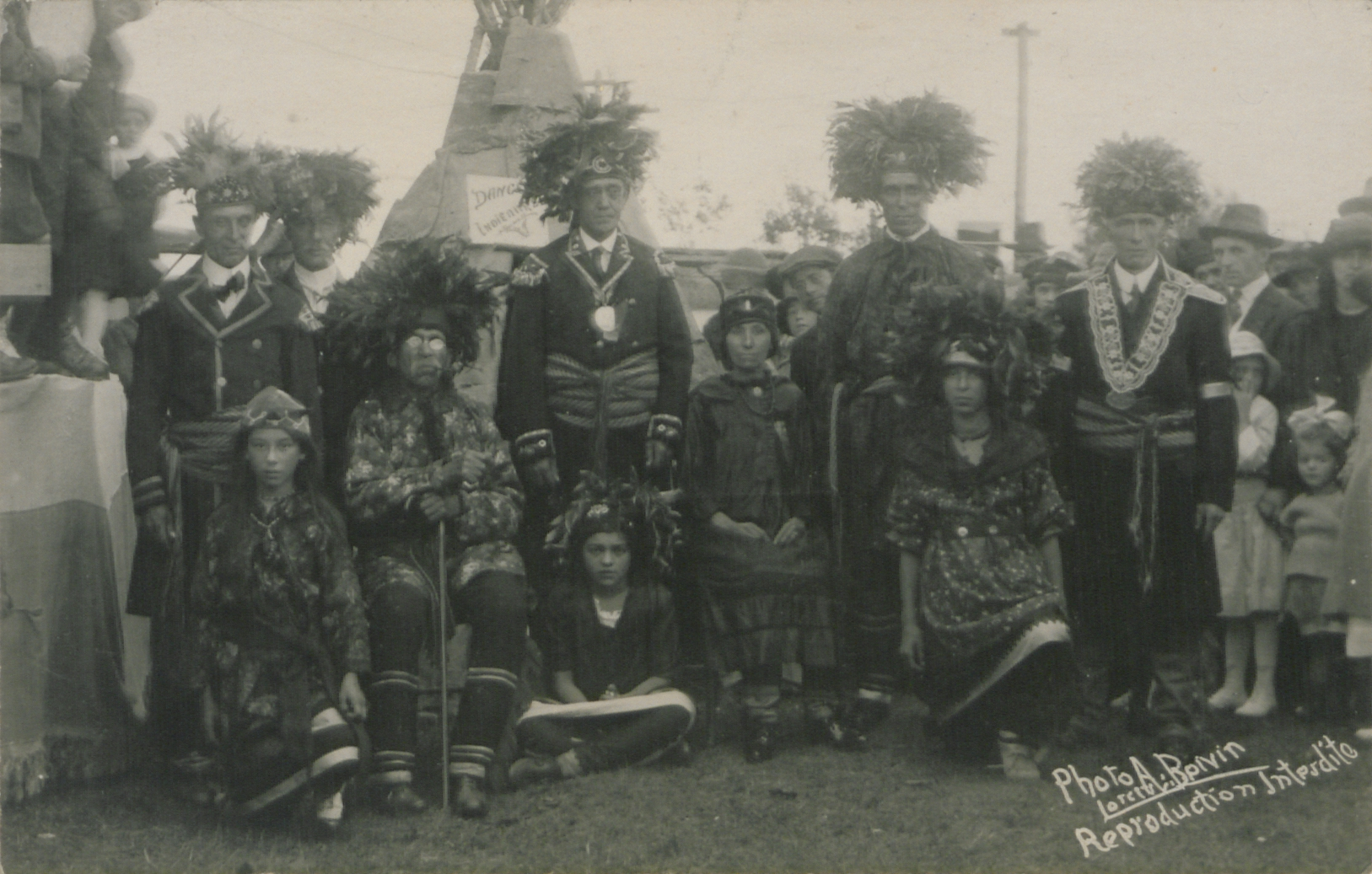
Вожди гуронов в гастовехах

Гастовех ([gus-tо’-weh], англ. gustoweh, kastowah, gastowa, gahsto:wa(h), gahsdo:wa(h), досл. — настоящая шапка) — головной убор торжественных церемоний ирокезов в виде шапочки жёсткой конструкции с укреплёнными на ней перьями. В настоящее время иногда прикрепляют по бокам небольшие рога оленя, которые, по обычаю, символизировали мирного вождя — сахема. Это же делают и современные лидеры ирокезов. Однако есть сведения, что ношение рогов сахемами в историческое время не зафиксировано. В настоящее время гастовех является национальным символом для современных ирокезов, а изготовление этих уборов превратилось в хобби, основным в котором является красота изделия. Является обязательным атрибутом Пау-вау ирокезов. Племя гуронов также имело подобный головной убор, отличающийся иногда, во всяком случае, в эпоху фотографии огромным пучком перьев.

## Конструкция
Основу гастовеха образует собранная из ясеневых лубяных полос конструкция. Это обод сверху к которому прикреплены аркой такие же или более узкие полосы. Их может быть одна или две крестообразно перекрещивающиеся на темени. Полосы обёртываются тканью или кожей или же вся конструкция обшивается сверху кожей или плотной материей (лёгкое сукно, велюр) любого однотонного цвета. Может быть и плетёное покрытие. Причём покрытие обычно делается не в обтяжку, а очень свободным, так как обшивка начинается в виде трубы, которая выше собирается в складки. Хотя на многих современных изделиях покрытие плотное.
На центральной полосе устанавливаются стоймя 1—3 деревянные и затем обшитые трубочки. Причём место их установки на полосе будет определять степень их наклона назад. Трубка может быть закреплена и плашмя — для создания большего наклона. В трубки закрепляются большие орлиные, а сейчас и индюшиные, перья. При этом перьям свободно вращаются вокруг оси. Орлиное перо могло дополнительно украшаться маленькими ленточками на кончике и по стержню.
Кроме того, ниже крепился небольшой пучок из мелких перьев различных птиц (ястреба, фазана, индюка) или только из мягких бородок ободранных с перьев. Такие пучки или мелкие перья могут образовывать и круговое покрытие вокруг трубок с орлиными перьями. Пучки ободранных с перьев бородок могут покрывать также весь убор. Сзади и боков могут спускаться шёлковые ленты, нитки бусин и ракушек. Если имеются рога оленя, то они крепятся по бокам на ободе или повыше. Обод украшался накладной полосой с вышивкой, а в поздний период покрывался узким или более широким ободом из полосы «немецкого серебра» — нейзильбера или мельхиора, украшенной фигурными прорезями.

## Племенные различия
Каждое племя ирокезов имело своё оформление убора.
- Мохоки: guhsto:wa(h), три стоящих орлиных пера на макушке, сплошного покрытия нет.
- Онайда: kastowah (kastowe), два стоящих и одно наклонное назад и вниз перо.
- Онондага: одно стоящее и одно наклонное назад и вниз перо, сплошного покрытия нет.
- Кайюга: guhsdo:wa(h), одно наклонное назад и вниз перо.
- Сенека: одно стоящее или с некоторым наклоном назад перо.
- Тускарора: орлиных перьев нет, сплошное покрытие в виде накрученной на убор ленты.